# Cerithiopsis io
Cerithiopsis io là một loài ốc biển, động vật chân bụng trong họ Cerithiopsidae, được tìm thấy ở Biển Caribe và Vịnh Mexico. Nó được Dall và Paul Bartsch mô tả năm 1911.

## mô tả
Chiều dài tối đa của vỏ ốc được ghi nhận là 2,3 mm.

## Môi trường sống
Độ sâu tối thiểu được ghi nhận là 5,4 m. Độ sâu tối đa được ghi nhận là 6 m.